# Дмитрово (Борское сельское поселение)
Дмитрово — деревня в Борском сельском поселении Бокситогорского района Ленинградской области.

## История
Усадище Дмитрово Михайловского Черенского погоста, упоминается в переписи 1710 года.

ДМИТРОВО — деревня с усадьбой Семёновского общества, прихода Черенского погоста. Речка Рагошка. 

Крестьянских дворов — 11. Строений — 20, в том числе жилых — 16. Жители занимаются рубкой, возкой и сплавом леса.

Число жителей по семейным спискам 1879 г.: 29 м. п., 30 ж. п.; по приходским сведениям 1879 г.: 28 м. п., 33 ж. п.

В усадьбе: Строений — 8, в том числе жилых — 4. Число жителей по приходским сведениям 1879 г.: 3 м. п., 2 ж. п.

В конце XIX — начале XX века деревня административно относилась к Анисимовской волости 5-го земского участка 3-го стана Тихвинского уезда Новгородской губернии.

ДМИТРОВО — деревня Семёновского общества, дворов — 14, жилых домов — 23, число жителей: 40 м. п., 56 ж. п.
 
Занятия жителей — земледелие, лесные промыслы. Реки Воложба, Черенка и Рагошка. Часовня, мелочная лавка, 2 мельницы, смежна с усадьбой Дмитрово. 

ДМИТРОВО — усадьба Немовой, дворов — 1, жилых домов — 1, число жителей: 1 ж. п.
 
Занятия жителей — земледелие. Река Рагошка. Земская школа. (1910 год)

По данным 1933 года деревня называлась Дмитриево и являлась административным центром Дмитриевского сельсовета Дрегельского района Ленинградской области, в который входили 11 населённых пунктов: деревни Воложниково, Дмитриево, Дорогощи, Зубанино, Кондратово, Нунгоша, Половново, Прошково, Савино, Семёновское и хутор Бор, общей численностью населения 1371 человек.
По данным 1936 года в состав Дмитриевского сельсовета входили 9 населённых пунктов, 240 хозяйств и 9 колхозов.
С 5 июля 1944 года Дрегельский район находился в составе Новгородской области. 5 июля 1956 года Указом Президиума Верховного Совета РСФСР № 713/2 Дмитровский и Мозолевский сельсоветы были переданы из состава Дрегельского района Новгородской области в Бокситогорский район Ленинградской области.
По данным 1966, 1973 и 1990 годов деревня Дмитрово входила в состав Мозолёвского сельсовета Бокситогорского района.
В 1997 году в деревне Дмитрово Мозолёвской волости проживали 8 человек, в 2002 году — 10 человек (все русские).
В 2007 году в деревне Дмитрово Борского СП проживали 4 человека, в 2010 году — 3.

## География
Деревня расположена в юго-западной части района на автодороге 41К-034 (Пикалёво — Струги — Колбеки).
Расстояние до административного центра поселения — 34 км.
Через деревню протекает ручей, приток реки Черенка.

## Демография
| 1997 | 2002 | 2007 | 2010 | 2013 | 2014 | 2017 |
| ---- | ---- | ---- | ---- | ---- | ---- | ---- |
| 8    | ↗10  | ↘4   | ↘3   | ↗9   | →9   | ↗18  |

## Инфраструктура
На 2017 год в деревне было зарегистрировано 3 домохозяйства.